# Schlacht im Hürtgenwald
1944: Overlord · Dragoon · Mons · Market Garden · Scheldemündung · Aachen · Hürtgenwald · Queen · Elsass-Lothringen · Ardennen
1945: Nordwind · Bodenplatte · Blackcock · Colmar · Veritable · Grenade · Blockbuster · Lumberjack · Undertone · Plunder · Flashpoint · Aschaffenburg · Würzburg · Ruhrkessel · Friesoythe · Nürnberg
Die schweren Kämpfe von Oktober 1944 bis Februar 1945 im Gebiet der Nordeifel (südöstlich von Aachen) werden als Schlacht im Hürtgenwald bezeichnet. Unterschieden werden dabei drei Abwehrschlachten zwischen der Wehrmacht und der angreifenden US Army. Die Waldkämpfe um den Hürtgenwald zählen zu den schwersten Kämpfen der US Army im Zweiten Weltkrieg überhaupt. Diese Waldkämpfe gelten als die ersten Gefechte der US-Army in dieser Art von Gelände.

## Landschaft
Ort der Schlacht war ein 140 km² großes Waldplateau nordöstlich der belgisch-deutschen Grenze, südlich der Linie Aachen–Düren und westlich der Rur gelegen. Heute wird es Hürtgenwald genannt. Es besteht aus den Forsten Merode, Wenau, Hürtgen und Roetgen mit dichten Wäldern, unbewaldeten Hügeln, tiefen Taleinschnitten und dünner Besiedlung.

## Vorgeschichte
Nach der Landung in der Normandie am D-Day (6. Juni 1944) kämpften die westlichen Alliierten im Rahmen der Operation Overlord darum, dort eine feste Basis aufzubauen und die Deutschen aus Nordfrankreich zurückzudrängen. Zunächst konnten die Alliierten nur geringe Geländegewinne erzielen. Mit der Operation Cobra (auch als „Durchbruch bei Avranches“ bezeichnet; 24. Juli bis zum 4. August 1944) gelang es, die deutschen Stellungen im Westen des Invasionsgebietes zu durchbrechen. In dem folgenden motorisierten Bewegungskrieg in Nordfrankreich konnten durch das unerwartet schnelle Vorrücken der alliierten Streitkräfte diese den dafür notwendigen Nachschub nicht mehr sicherstellen und der Vormarsch geriet im Raum Aachen vor dem Westwall ins Stocken. Das gab den Deutschen die Gelegenheit, ihre schwer angeschlagenen Truppen zu reorganisieren und Verteidigungsstellungen zu errichten. (siehe auch: Deutsche Westfront 1944/1945)
Die Alliierten wollten zwischen Aachen und Monschau in einem Waldgebiet bei Hürtgen (heute Gemeinde Hürtgenwald im Kreis Düren) durchbrechen und den entlang der Rurfront in der Jülicher Börde stehenden deutschen Verbänden in die Flanke fallen, um ihren Truppen auf dem Weg zum Rhein dort den Stellungskrieg zu ersparen. Sie fürchteten auch eine Überflutung durch Sprengung der Rurtalsperre und Flankenangriffe aus der Eifel bei ihrem Vorstoß zum Rhein. Deshalb versuchten sie einen Angriff durch die Bergregion, ohne sich über die Gegebenheiten in diesem unwegsamen Gelände im Klaren zu sein.
Die deutsche Abwehr verfolgte zwei Ziele: Um einen befürchteten amerikanischen Durchbruch in der Jülicher Börde zu verzögern und einen Flankenangriff auf die entlang der Rurfront stehenden deutschen Verbände zu verhindern, sollten das Gebiet und der Zugang zur Rurtalsperre wegen der Überflutungsmöglichkeit verteidigt werden. So sollte ein alliierter Durchbruch zum Rhein unterbunden werden. Zudem wurde die Eifel als Aufmarschgebiet für die Ardennenoffensive benötigt, die Mitte Dezember 1944 beginnen sollte. Die Region musste deshalb in deutscher Hand bleiben, wollte man nicht die Geheimhaltung aufs Spiel setzen und sich der Gefahr von Flankenangriffen aussetzen. Der Hürtgenwald konnte wegen des bergigen Geländes gut verteidigt werden.

## Kampfhandlungen

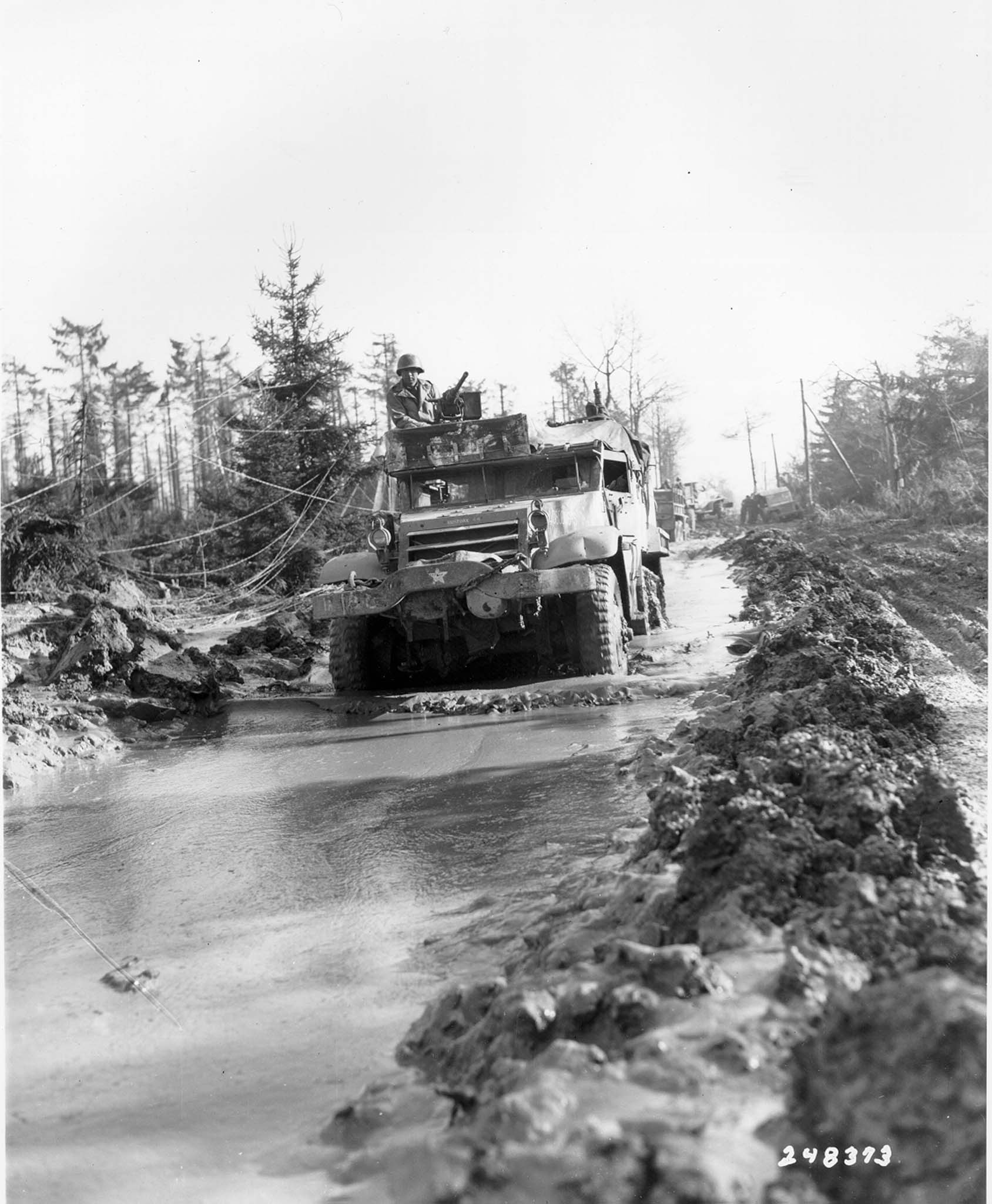
Ein amerikanisches Halbkettenfahrzeug bahnt sich den Weg durch die schlammigen Straßen des Hürtgenwalds

Am Vormittag des 6. Oktober 1944 begann der Vormarsch der zur 1. US-Armee gehörenden 9. US-Infanteriedivision unter dem Oberbefehl des V. US-Corps gegen die deutsche 275. Infanterie-Division auf der gesamten Breite des Angriffsgeländes. In diesem Waldgebiet gelang es jedoch kaum, Ziele für die alliierte Artillerie und Luftwaffe auszumachen. Größtenteils machte das Gelände den Einsatz schwerer Fahrzeuge unmöglich, weil die wenigen Wege für schwere Fahrzeuge kaum oder gar nicht geeignet waren. Weitere Probleme für die US-Truppen waren die genaue Ortskenntnis der Wehrmacht und deren sorgfältige Vorbereitungen von Feuerplänen und -stellungen für Artillerie, Mörser und MGs. Die Verteidiger waren durch das bergige und waldige Gelände im Vorteil, das die amerikanische Überlegenheit an Kriegsgerät weniger zur Geltung kommen ließ; außerdem standen ihnen die Befestigungen des Westwalls zur Verfügung. Der in den späten 1930er Jahren erbaute Westwall war vielerorts verfallen und entwaffnet; das unübersichtliche deutsche Stellungssystem bot aber gute Verteidigungsmöglichkeiten und war ein schweres Hindernis für Angreifer. Das unebene und stark bewaldete Gelände begünstigte Infiltrationstaktiken und erschwerte den Aufbau einer zusammenhängenden Front. Die US-Truppen litten außerdem darunter, dass ihre Mörsergruppen Lichtungen zum Aufbau von Feuerstellungen benötigten, die es vielerorts einfach nicht gab; ihren Infanteristen fehlte oft die Unterstützung durch Mörser.
Die US-Soldaten waren dazu gezwungen, einen Grabenkrieg zu führen, der für beide Seiten sehr kräftezehrend war. Dabei wirkte sich erschwerend aus, dass die Amerikaner praktisch keine Erfahrung im Gebirgs- und Kleinkrieg besaßen, während die Deutschen durch die Erfahrungen der vergangenen Kriegsjahre damit vertraut waren. Viele ältere Offiziere hatten auch noch Erfahrungen aus dem Stellungskrieg im Ersten Weltkrieg.
Im Wald- und Bergland gab es nur wenig Ansatzpunkte für die Luftwaffe und gepanzerte Fahrzeuge, so dass die Infanterie die Hauptlast der Kämpfe trug. Die Deutschen verwandelten den dichten Wald mit unzähligen Schützenlöchern, Gräben und dem massiven Einsatz von Minen in eine Festung; in den Bäumen versteckte Scharfschützen („Baumschützen“) forderten einen stetigen Blutzoll. Baumkrepierer (d. h. Artilleriegranaten, die so eingestellt wurden, dass sie in Baumwipfelhöhe detonierten und somit den Boden noch zusätzlich mit Holzsplittern übersäten) erwiesen sich als sehr gefährlich für die ohne ausreichende Deckung vorgehenden Angreifer. Teilweise schoss die deutsche Artillerie mit Granaten, die einen Doppel- oder Zeitzünder besaßen und noch in der Luft detonierten, was die Splitterwirkung im Vergleich zu herkömmlichen Granaten mit Aufschlagzündern um das Anderthalbfache erhöhte. So blieb der Angriff im Wald stecken und die Höhen blieben in deutscher Hand, obwohl sich die Amerikaner den Gegebenheiten recht schnell anpassten. Die Deutschen hatten Nachschubschwierigkeiten; die kämpfenden Verbände hatten auf dem Rückzug durch Frankreich schwere Verluste erlitten und Ersatz war kaum verfügbar. Durch den Mangel an Treibstoff und Fahrzeugen musste der Nachschub im unwegsamen Gelände oft von Trägerkolonnen nach vorn gebracht werden. Nach zehn Tagen schwerer Kämpfe waren beide Seiten so geschwächt, dass die Kampfhandlungen abflauten. Am Ende der erfolglosen Offensive betrug der Geländegewinn der Amerikaner 2,7 Kilometer, die Verluste betrugen 4500 Mann; die Deutschen verloren 3200 Mann.

### Die Allerseelenschlacht
Am Ende war die 9. US-Division durch die sehr harten Waldgefechte abgekämpft und wurde am 26. Oktober 1944 durch die 28. Infanteriedivision ersetzt. Der Anblick der schmutzig und abgerissen aussehenden Soldaten der abgelösten Einheit beeinträchtigte den Kampfgeist der weitgehend unerfahrenen Ersatztruppen.
Das US-Oberkommando wollte keine Zeit verlieren und plante einen Angriff auf das Dorf Schmidt, das als Kreuzungspunkt vieler Wege und durch seine Höhenlage im so genannten „Stolberg-Korridor“ taktisch und operativ wichtig war. Der Angriffstermin wurde auf den 31. Oktober angesetzt, musste aber wegen schlechten Wetters auf den 2. November verschoben werden. Die 28. Infanteriedivision wurde dabei um zusätzliche Pionier-, Panzer- und Artillerieeinheiten verstärkt, die beim Durchbruch helfen sollten.
Die Deutschen verwandelten währenddessen das Waldgebiet mit zahlreichen Feldbefestigungen und Minenfeldern wieder in eine Festung. Das deutsche Oberkommando war der Ansicht, dass der amerikanische Stoß auf die Rurtalsperre zielte, um mit deren Kontrolle eine Überflutung des Rurtales zu verhindern, die einen amerikanischen Vorstoß in dieser Gegend für Wochen aufgehalten hätte. Dies hätte die deutschen Pläne für die bereits in Vorbereitung befindliche Ardennenoffensive gefährdet, ganz abgesehen von der Gefahr eines Flankenangriffs, falls das Bergland in alliierte Hand gefallen wäre, so dass die deutsche Führung der Verteidigung der Talsperren und damit des Hürtgenwaldes hohe Bedeutung beimaß. Die Amerikaner dagegen unterschätzten die Bedeutung der Talsperren anfangs und wählten die Angriffsroute wohl hauptsächlich, um zu verhindern, dass ihre weiter nördlich kämpfenden Truppen bei einem Vorstoß auf den Rhein durch Reserven aus dem Hürtgenwald behindert wurden. Das Primärziel war somit das Festhalten des Gegners und das Binden seiner Streitkräfte. Im Bergland waren auf deutscher Seite die 275. Infanterie-Division sowie die 89. Infanterie- und die 12. Volksgrenadier-Division eingesetzt. Die 116. Panzer-Division stand als Reserve bereit. Alle diese Verbände waren allerdings stark dezimiert und weit unter Sollstärke. So hatte beispielsweise die 275. Infanterie-Division nur noch etwa 5000 Mann.
Der US-Angriff begann planmäßig und gelangte trotz schwerer Verluste schon am 3. November 1944 über Vossenack bis nach Schmidt und ins benachbarte Kommerscheidt. Starkes deutsches Mörser- und Infanteriefeuer konnte im unwegsamen Gelände nicht ausgeschaltet werden, und die vorrückenden Truppen erlitten Verluste durch die ausgedehnten Minenfelder und Baumkrepierer. Von besonderer Bedeutung war dabei der Weg durch die Kallschlucht, die als einzige Nachschubroute von Vossenack nach Schmidt führte. Wegen der schlechten Wege hatten die Angriffsspitzen große Probleme beim Vordringen, insbesondere war es fast unmöglich, Panzer über die schmalen und stark gewundenen Waldwege zu manövrieren. Dieselbe Schwierigkeit behinderte auch die Verteidiger beim Heranführen von Reserven; der Fall des Ortes Schmidt konnte nicht verhindert werden. Die deutsche Führung sah nun die Talsperren bedroht und stellte ausreichende Kräfte für einen Gegenangriff bereit. Die Amerikaner blieben währenddessen unter ständigem Artilleriefeuer, wobei die undurchdringliche und unheimliche Waldlandschaft, die immer noch voller deutscher Scharfschützen und Kampfgruppen steckte, die Kampfmoral der US-Soldaten, die sich in eroberten Ortschaften verschanzten, schwächte.
Die 89. Infanterie-Division führte am 5. November 1944 einen Gegenangriff mit Artillerieunterstützung durch die 116. Panzer-Division gegen Schmidt. Die Unterstützung durch Panzer war wegen der Geländebeschaffenheit nicht möglich. Dennoch mussten die Amerikaner nach heftigen Gefechten und unter schweren Verlusten den Rückzug antreten, der sich streckenweise zur unkontrollierten Flucht auswuchs. Dabei war die Nachschubroute der Amerikaner durch einen gleichzeitigen Angriff auf Vossenack und ständige deutsche Aktivität auf der Route selbst stark bedroht, und es gelang nicht, alle vorgerückten Truppen wieder herauszuziehen. Viele der im Rückzug begriffenen Soldaten fielen oder gerieten in Gefangenschaft. In den folgenden Tagen drängten die angreifenden Deutschen die Amerikaner nach und nach in ihre Ausgangsstellungen zurück, dabei erlitten die US-Truppen schwerste Verluste. Aber auch die Deutschen zahlten einen hohen Preis für die Verteidigung der Talsperren: Der Angriff auf Vossenack schlug nicht durch, und erst am 8. November konnten sie das von den Amerikanern geräumte Dorf teilweise besetzen. Zu diesem Zeitpunkt war die Schlacht weiter hinten allerdings längst geschlagen. Die Verteidigung und Rückeroberung, die unter Aufbietung der Reserven unternommen werden mussten, waren sehr verlustreich. Die Kämpfe waren von äußerster Härte; zuweilen machten beide Seiten keine Gefangenen mehr. Schlechte Planung, schwieriges Gelände, tiefer Boden, nasskaltes Wetter, das schlechtwetterbedingte Fehlen der gewohnten Luftunterstützung und ein unvermutet starker deutscher Widerstand trugen zusammen mit der Tatsache, dass die frisch eingetroffenen Soldaten der 28. Division nicht auf derartige Verhältnisse vorbereitet waren, zum Scheitern des amerikanischen Angriffs bei. Die stark dezimierte US-Division musste aus der Front gezogen und aufgefrischt werden; die Kämpfe flauten vorübergehend etwas ab. Allein der Kampf um Schmidt kostete die US-Armee 6184 Mann, die deutschen Verluste lagen bei etwa der Hälfte.

### Operation Queen

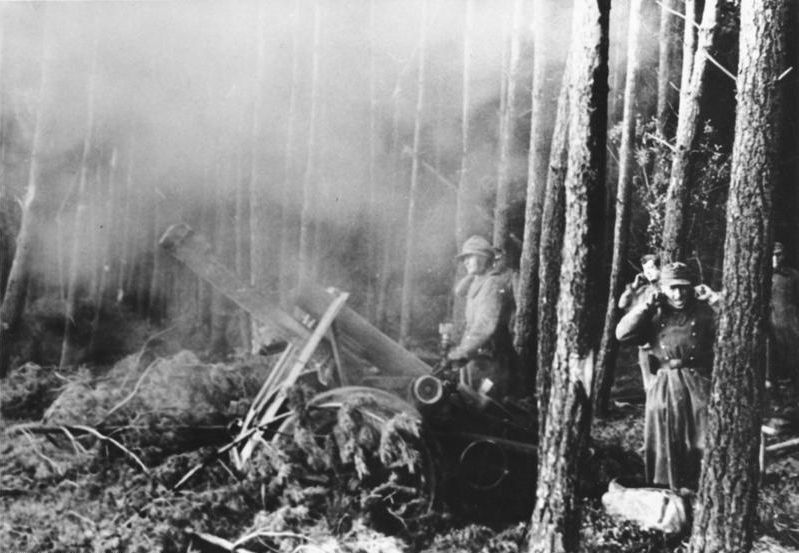
15-cm-schweres Infanteriegeschütz 33 im Wald von Hürtgen zur Abwehr von US-amerikanischen Angriffen, 22. November 1944

Am 16. November 1944 starteten die 1. (Hodges) und 9. US-Armee (Simpson) eine Großoffensive im Hürtgenwald (Operation Queen), die gleichzeitig an der Rurfront weiter nördlich anlief. In dieser zweiten Phase der Kämpfe sollte die 4. US-Division unter Leitung des VII. US-Corps durch die nördliche Hälfte des Hürtgenwalds brechen und die Rur erreichen. Ihr gegenüber standen nach wie vor drei deutsche Divisionen des LXXXI. Armeekorps, die alle deutlich unter ihrer Sollstärke waren; im Gebiet des Hürtgenwaldes lag immer noch die nun auf 6500 Mann aufgestockte 275. Infanterie-Division mit 150 Geschützen.
Beim Auftakt der amerikanischen Offensive erlitten zwei angreifende US-Regimenter schwere Verluste durch die wohlvorbereiteten Deutschen, welche die Angreifer mit starkem Artillerie- und MG-Feuer zurücktrieben. Um Panzerunterstützung zu ermöglichen, begannen US-Pioniere damit, Panzerstraßen durch den Wald zu sprengen. Dennoch blieben Nachschub und Versorgung der Verwundeten ein Problem, so dass der Angriff ab dem 19. November 1944 für zwei Tage eingestellt wurde, um Verwundete zu bergen und um sich neu aufzustellen. Die Deutschen erhielten unterdessen Verstärkungen von der 344. und 353. Infanterie-Division, wodurch der Widerstand noch härter wurde.
Das V. US-Corps übernahm nun wieder die Leitung, und am 21. November griff die 8. US-Division im Raum des Wehebachs an und rückte langsam bis Hürtgen vor. Trotz starker Überlegenheit kamen die Amerikaner gegen den verbissenen deutschen Widerstand nur langsam voran und konnten Hürtgen erst am 29. November 1944 einnehmen. Besondere Bedeutung bei den Kämpfen im Hürtgenwald hatte auch die Klosterruine Schwarzenbroich bei Merode, die weiter zerstört wurde. Ein späterer Angriff auf Merode war zwar erfolgreich, ein deutscher Gegenangriff vernichtete jedoch die zwei US-Kompanien, die das Dorf besetzt hatten.
Bestandteile der 8. und 28. US-Divisionen stießen danach auf Brandenberg vor. Sie kamen erneut nur sehr langsam voran. Bis zum 12. Dezember 1944 gelang es ihnen, die Orte Gey und Straß zu erobern. Die Deutschen indessen konnten die Amerikaner von den Talsperren fernhalten, bis die Ardennenoffensive am 16. Dezember begann. Damit fand die Schlacht im Hürtgenwald ein vorläufiges Ende.

### Ausgang der Schlacht
Nach dem Scheitern der Ardennenoffensive wurden die Kämpfe am 10. Januar 1945 wieder aufgenommen. Die Reserven der Deutschen waren verbraucht und sie hatten schwere Verluste erlitten, weshalb die Intensität der Kämpfe etwas abnahm und den Angreifern Fortschritte gelangen. Am 8. Februar 1945 fiel der Ort Schmidt endgültig, womit die Kämpfe im Hürtgenwald endeten. Im Februar 1945 war der Burgberg (Bergstein) endgültig in amerikanischer Hand. Fünf Monate nachdem die US-Truppen die Westgrenze des Hürtgenwaldes erreicht hatten, standen sie auf der anderen Seite.

Am 10. Februar eroberten US-Truppen den Damm der Rurtalsperre. In der Nacht zuvor öffneten die Deutschen die Rurtalsperre und die Urfttalsperre. Dadurch erzeugten sie ein dreizehntägiges künstliches Hochwasser der Rur. Dies verzögerte die Operation Grenade und damit den amerikanischen Vorstoß zum Rhein um zwölf Tage.

## Bewertungen und Nachkriegszeit

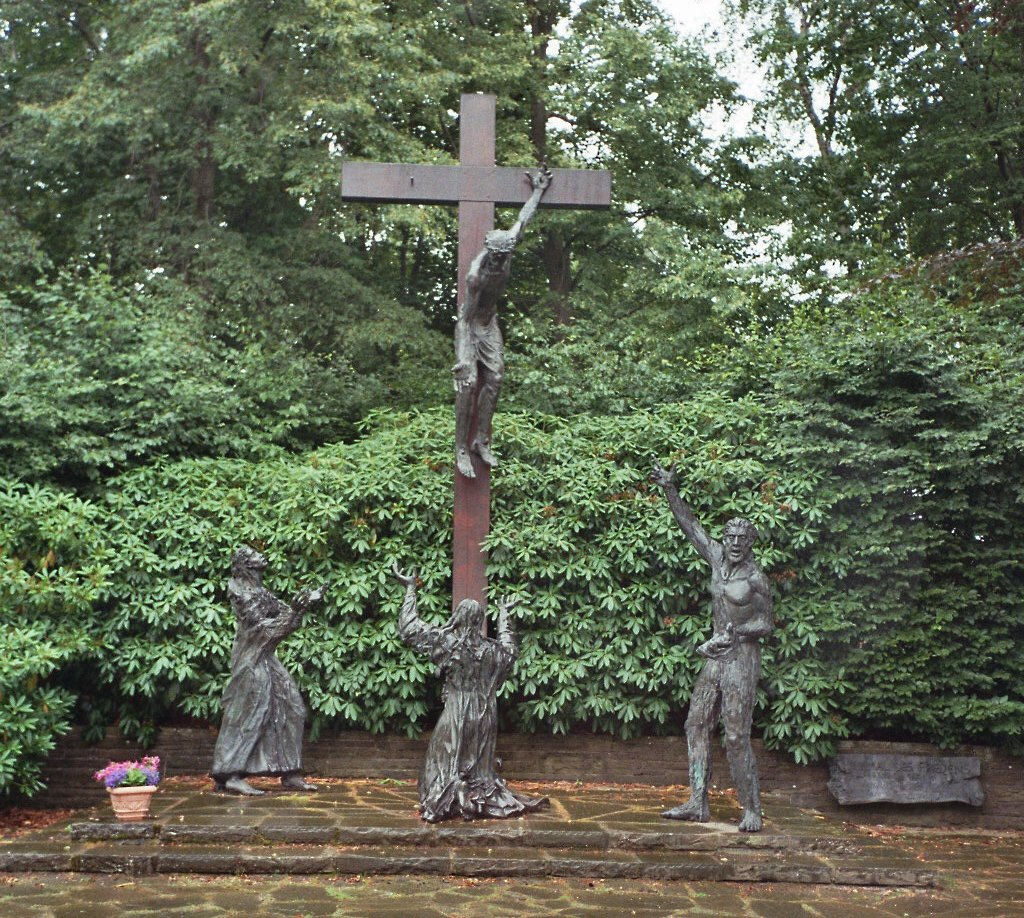
Kreuzigungsgruppe in Vossenack in Erinnerung an die Opfer der Kampfhandlungen

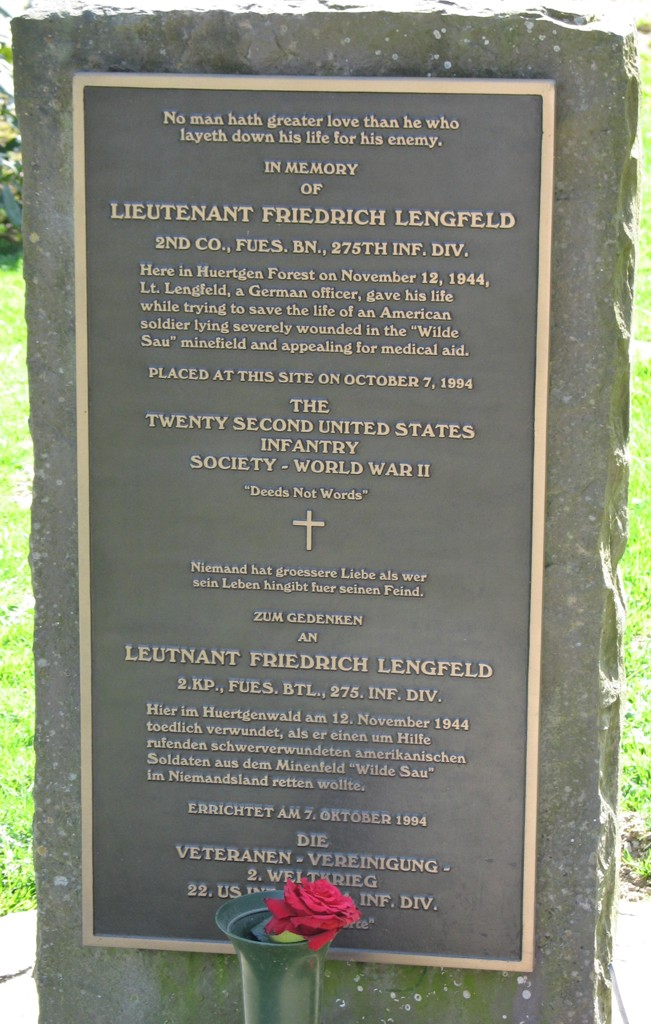
Gedenkstein für Friedrich Lengfeld

Einzelne Aspekte der Schlacht wurden unter anderem von Heinrich Böll, Kurt Vonnegut, Ernest Hemingway und Steffen Kopetzky literarisch verarbeitet. Der Schriftsteller Jerome D. Salinger nahm als Staff Sergeant der US Army an den Kämpfen teil, die ihn stark traumatisierten. Ernest Hemingway war als Kriegsreporter hinter der Frontlinie im Einsatz. Im September 1944 kam er mit den Truppen zunächst nach Schweiler und Bleialf in der Schnee-Eifel. Anschließend war er 18 Tage als Kriegsberichterstatter Augenzeuge der Schlacht im Hürtgenwald. Er änderte völlig seine Meinung vom Krieg, den er bis zu diesem Zeitpunkt verherrlicht hatte. Seine Erlebnisse verarbeitete er später in seinem Roman Über den Fluss und in die Wälder (1950): „In Hürtgen gefroren die Toten, und es war so kalt, dass sie mit roten Gesichtern gefroren….“
In der amerikanischen Erinnerungskultur spielt die Schlacht im Hürtgenwald als erste größere Feldschlacht der US-Truppen auf deutschem Boden nach der Schlacht um Aachen eine wesentliche Rolle. Sie wurde als längste Schlacht der US Army überhaupt bezeichnet und hinsichtlich der Totenzahlen mit der Schlacht von Gettysburg verglichen, wo auf beiden Seiten insgesamt genauso viele Männer gefallen sein sollen wie Amerikaner im Hürtgenwald starben. Im Amerikanischen wurde der Hürtgenwald als „Hurt-genwald“ (vgl. to hurt = verletzen) bekannt.
Militärisch betrachtet war der Versuch des Angriffs quer durch die Eifel ein Desaster. Er ist rückblickend schwer verständlich. Die US Army hätte das Gebiet leicht umgehen können. Die Topographie war günstig für die Verteidiger. Für die Angreifer war der Einsatz gepanzerter Truppenteile in den dichten Wäldern mit engen und steilen Wegen nur sehr schwer möglich. Stellenweise mussten Wege durch Sprengungen verbreitert werden, so z. B. auf dem „Kall Trail“: Der Pfad war in den Karten der Planungsstäbe als für LKW und Panzer nutzbarer Weg eingezeichnet. Er wurde ohne Vorerkundung von den Planern der US-Armee als Hauptnachschubweg festgelegt, was bereits im Angriff und bei der weiteren Operation massive Probleme bei der Nachschubversorgung und der Truppenzuführung verursachte. In den Generalstabslehrgängen der US-Armee wird diese Schlacht als „Verdun in der Eifel“ und als „größtes Desaster der amerikanischen Truppen im Zweiten Weltkrieg“ behandelt. Sprengfallen in den Bäumen und Beschuss hatten den Wald in eine alptraumhafte Wüste verwandelt.
General James M. Gavin, der Kommandeur der 82. US-Fallschirmjägerdivision, urteilte nach dem Kampf: „Es war die verlustreichste, unproduktivste und schlechtest geführte Schlacht, die unsere Armee geschlagen hat.“
Über die Anzahl der Verluste (Gefallene und Verwundete) der US-Armee und der deutschen Wehrmacht gibt es kontroverse Schätzungen und Meinungen. Sicher ist, dass es sich um eine der verlustreichsten Schlachten in Westeuropa im Zweiten Weltkrieg handelte. Die Behauptung, dass die US-Armee ähnlich viele Gefallene wie im Vietnamkrieg zu beklagen hatte, entspricht nicht den Tatsachen. Von September bis Anfang Dezember 1944 beliefen sich die amerikanischen Verluste im Raum Hürtgenwald auf etwa 32.000 Soldaten. Quellen der US-Armee geben alleine für die 28. US-Infanteriedivision, die Mitte November aus der Front herausgelöst wurde, 6184 Mann Verluste beim Angriff auf und der dann folgenden Verteidigung von Schmidt und Kommerscheidt an. Die 1. US-Armee verzeichnete zwischen dem 16. November und 15. Dezember 21.500 Verluste. Das gesamte Gebiet der Schlacht war nach dem Krieg auf Jahre nur schwer zugänglich. Die starke Verminung machte selbst das Bergen der Toten riskant, das anfangs nur auf Eigeninitiative von Julius Erasmus geschah, der als „Totengräber von Vossenack“ bekannt wurde.
Im Hürtgenwald sind heute noch Spuren der Kampfhandlungen zu entdecken. Vielerorts sind Panzersperren zu sehen, auch gibt es eine Handvoll ungesprengter Bunker. Über diese Spuren sind mehrere Bücher veröffentlicht worden, die Frontlinien und Überreste der Schlacht aufzeigen.
Es werden immer noch zahlreiche Minen und andere Sprengmittel in den Kampfgebieten vermutet. Da viele der deutschen Offiziere und Soldaten, die damals Lagepläne erstellten bzw. besaßen, fielen, existierten nach den Kampfhandlungen keine Aufzeichnungen mehr über Lage oder Größe der Minenfelder. Außerdem kamen Glasminen (Glasmine 43) und Holzminen in größerem Umfang zum Einsatz, was ebenfalls eine vollständige Räumung unmöglich machte, da diese mit herkömmlichen Detektionsgeräten (Metallortungssonden) nicht aufzuspüren sind. Hierbei mussten Kampfmittelräumdienste, die Sprengstoffsuchhunde einsetzten, dann auch erfahren, dass diese spezialisierten Suchhunde Glasminen nicht oder nur sehr selten aufspüren können. Es ist daher bis heute in diesen Gebieten lebensgefährlich, sich abseits der markierten Pfade und Wanderwege aufzuhalten, vor allem im Wald. Da die genaue Lage vieler Minenstreifen bis heute unbekannt ist, sind nicht alle betroffenen Bereiche abgesperrt oder markiert.
In den Nachkriegsjahren wurden immer wieder sterbliche Überreste alliierter und deutscher Soldaten gefunden, zuletzt am 26. September 2008 jene von John Farrell jr. und Edward T. Jones in Schmidt. Beide gehörten der 28. US-Infanteriedivision an. Ihre sterblichen Überreste wurden zum amerikanischen Ermittlungsdienst nach Hawaii überführt, der die Nachfahren benachrichtigte.
Auf dem Ehrenfriedhof Hürtgen steht eines von nur zwei Denkmälern, die von den ehemaligen Gegnern für einen deutschen Soldaten errichtet wurden: Im Eingangsbereich befindet sich ein Gedenkstein für den deutschen Leutnant Friedrich Lengfeld, der am 12. November 1944 beim Versuch, einen verwundeten amerikanischen Soldaten aus dem Minenfeld „Wilde Sau“ zu retten, schwer verwundet wurde und noch am gleichen Tag auf dem Verbandplatz „Lukas-Mühle“ verstarb. Die Gedenktafel wurde von der Veteranenvereinigung des 22. US-Infanterieregiments aufgestellt.

## Museum und Film
Das Museum Hürtgenwald 1944 und im Frieden – betrieben vom Geschichtsverein Hürtgenwald e. V. – erinnert in Vossenack an die damaligen Kriegsereignisse.
(2009) W wie Wissen ARD-Film über die Bergung von Private (Dienstgrad) James Turner US Army im Hürtgenwald
Achim Konejung stellte im Rahmen der Konejung Stiftung: Kultur am 27. November 2007 seinen Dokumentarfilm You enter Germany. Hürtgenwald – der lange Krieg am Westwall über die Kämpfe im Hürtgenwald vor, in den er bisher unveröffentlichtes Rohmaterial aus den USA einbaute. Er veranschaulicht durch Interviews mit Zeitzeugen aus Deutschland und den USA sowie Filmaufnahmen aus den US-National-Archiven und privaten Archiven das schreckliche Geschehen. 2010 erschien von ihm zusammengestellt und kommentiert You enter Germany 2 – Das Archivmaterial über den Zeitraum 1938 bis 1947. 2015 beleuchtet die Wanderausstellung „Routes of Liberation“ in mehreren europäischen Städten die Vorgeschichte und den Verlauf des Zweiten Weltkriegs und seine Nachwirkungen. In der Ausstellung zeichnen Biografien von Betroffenen den alliierten Vormarsch von 1944/45 nach, auf dem der Hürtgenwald in der Nordeifel eine wichtige Station darstellte. Vom 10. bis 31. Januar 2015 machte die Ausstellung Station in der Kirche St. Hubertus in Nideggen-Schmidt.
Streit um das Gedenken.

### Video
- Hürtgen forest and the end of World War II . In: Deutsche Welle Documentary. 2. Mai 2020. (Video; 42:26 min; englisch)

### Audio
- Michael Reinartz: 16.11.1944 – Schlacht im Hürtgenwald. (Audio; 14:43 min) In: ZeitZeichen. WDR, 16. November 2019.
- Thomas Böhm: Günter Stüttgen und das „Wunder vom Hürtgenwald“ – Die den Schrecken des Krieges kennen. (mp3-Audio, 45,1 MB, 49:22 Minuten) In: Deutschlandfunk-Sendung „Das Feature“. 29. November 2019.